# Berkley (Colorado)
Berkley é uma Região censo-designada localizada no estado americano de Colorado, no Condado de Adams.

## Demografia
Segundo o censo americano de 2000, a sua população era de 10.743 habitantes.

## Geografia
De acordo com o United States Census Bureau tem uma área de 
10,9 km², dos quais 10,5 km² cobertos por terra e 0,4 km² cobertos por água.

## Localidades na vizinhança
O diagrama seguinte representa as localidades num raio de 8 km ao redor de Berkley. 